# (12567) Herreweghe
(12567) Herreweghe ist ein Asteroid des Hauptgürtels, der am 21. September 1998 vom belgischen Astronomen Eric Walter Elst am La-Silla-Observatorium der Europäischen Südsternwarte (IAU-Code 809) in Chile entdeckt wurde.
(12567) Herreweghe gehört zur Themis-Familie, einer Gruppe von Asteroiden, die nach (24) Themis benannt wurde.
(12567) Herreweghe wurde am 13. Juli 2004 nach dem belgischen Dirigenten Philippe Herreweghe (* 1947) benannt, der schon während seiner Studienzeit einen Chor leitete und inzwischen zu den wichtigen Protagonisten der historischen Aufführungspraxis zählt.